# Харланд, Эдвард
Сэр Эдвард Джеймс Харланд, 1-й баронет (англ. Edward James Harland, 1st Baronet; 15 мая 1831 — 24 декабря 1895) — английский судостроитель и политик. В 1861 году, вместе с партнёром Густавом Вильгельмом Вульффом, основал верфь «Harland and Wolff». В 1885 году получил рыцарское звание и титул баронета. Вплоть до смерти был членом Парламента от Северного Белфаста.

## Биография
Эдвард Джеймс Харланд родился 15 мая 1831 года в Скарборо, Северный Йоркшир. Он был сыном доктора Уильяма Харланда и его жены Энн Харланд. Эдвард был седьмым ребёнком из десяти. Образование Харланд получил в академии Эдинбурга. В 1846 году он отправился в Ньюкасл-апон-Тайн, где поступил на службу в компанию «Robert Stephenson and Company». Владелец компании, Роберт Стефенсон, сын Джорджа Стефенсона, был другом отца Эдварда Харланда. В компании он пробыл до 1851 года.
1851 год:
- Братья Томпсон открыли, после их литейного производства в Глазго, верфь в Кесник (англ. Cessnock) под названием «J. and G. Thomson».[7] Вскоре Эдвард встретился с Густавом Кристианом Швабе. Густав Кристиан Швабе договорился, чтобы морские инженеры «J. and G. Thomson», которые строили корабли для «John Bibby & Sons», наняли Эдварда Харланда.[8] Работая чертёжником, он получал 20 шиллингов в неделю.
- Винтовой пароход Tiber построила в 1851 году компания «J. Reid & Co. Ltd.». Вот что писал об этом пароход Эдвард Джеймс Харланд: "... пароход для «Bibby and Co» на Клайде, судостроитель господин Джон Рид (англ. John Read), а двигатели от «J. and G. Thomson», в то время я был с ними (с Томсонамм). Пароход рассматривался на предмет экстремальной длины, которая была 235 футов, в пропорции к ширине, которая была 29 футов. Серьезные опасения, сможет ли судно устоять в бурном море, были выброшены. Думали, что корабли в таких пропорциях могут сгибаться и даже опасны. Однако, на мой взгляд казалось, что пароход имел большой успех. С этого времени я начал думать и работа в о преимуществах и недостатками такого судна, рассматривая это с точек зрения судовладельца и строителя. Результат имел преимущество в пользу владельца судна, и это повлекло трудности в строительстве относительно судостроителей. Однако, я думаю эти трудности могут быть легко преодолены."[9]

В 1853 году Харланд вернулся в Ньюкасл, где устроился на работу на верфь у реки Тайн. В декабре 1854 года он переезжает в Белфаст и нанимается на верфь Куинс-Исланд в качестве менеджера. Там Харланд смог добиться строгой дисциплины и повышения работоспособности за счёт сокращения заработной платы и запрета курения. Несмотря на финансовые проблемы, Эдварду Харланду удалось уберечь завод от закрытия. В 1857 году личным помощником Харланда стал племянник Густава Швабе, Густав Вильгельм Вульфф. Также, при финансовой поддержке Швабе, 1 ноября 1858 года он смог приобрести свою собственную компанию.

## Основание верфи «Harland and Wolff»
Новая компания Харланда вскоре получила заказ от компании «John Bibby & Sons» на постройку трёх пароходов. В 1861 году Эдвард взял себе в партнёры своего личного помощника Густава Вильгельма Вульффа, основав тем самым компанию «Harland and Wolff». У Харланда были плодотворные отношения с транспортной компанией Томаса Генри Исмея «Уайт Стар Лайн». В 1874 году Харланд принял на работу своего бывшего ученика, Уильяма Джеймса Пирри. Во время Гражданской войны компания принимала заказы от Конфедерации, чтобы избежать блокады Юга. К 1889 году Харланд всё меньше занимался делами верфи, и вскоре ушёл на покой.

## Следующие годы жизни
С 1875 по 1880 год Эдвард Харланд занимал пост уполномоченного гавани Белфаста. Также он исповедовал пресвитерианство и был членом церкви на Розмари-Стрит, Белфаст. Как член Консервативной партии Харланд с 1885 по 1886 год был мэром Белфаста, и выступал против «Первого законопроекта о гомруле». В 1885 году он удостоился титул баронета и ордена рыцарства. В 1889 году Харланд был избран членом парламента от Северного Белфаста. Умер Эдвард Харланд 24 декабря 1895 года в своей резиденции в Гленфарн-Холл, графство Литрим.